# 岡薩雷斯若梅鯛
岡薩雷斯若梅鯛，又稱瓦怒阿圖擬烏尾鮗，為輻鰭魚綱鱸形目鱸亞目笛鯛科的其中一種，分布於中西太平洋區，包括斐濟、托克勞、菲律賓、萬那杜等海域，棲息深度140-250公尺，體長可達42公分，生活在珊瑚礁，屬肉食性，可做為食用魚。